# Colonia del Sacramento
Colonia del Sacramento (del portuguès Colônia do Santíssimo Sacramento), més coneguda amb el nom de Colonia, és la capital del departament de Colonia, Uruguai. Ubicada pocs quilòmetres al sud-est de la confluència del riu Uruguai i el Riu de la Plata, el seu barri històric ha estat declarat Patrimoni de la Humanitat el 1995, en il·lustrar la fusió destacada dels estils portuguès, espanyol i postcolonial.
Per la seva proximitat amb la ciutat de Buenos Aires (Argentina) té fort vincle amb ella. Són nombrosos els viatgers que arriben i parteixen amb aquesta destinació, i també els habitants de Buenos Aires que hi tenen propietats. Va existir un projecte per unir ambdues ciutats mitjançant un pont binacional.

## Història

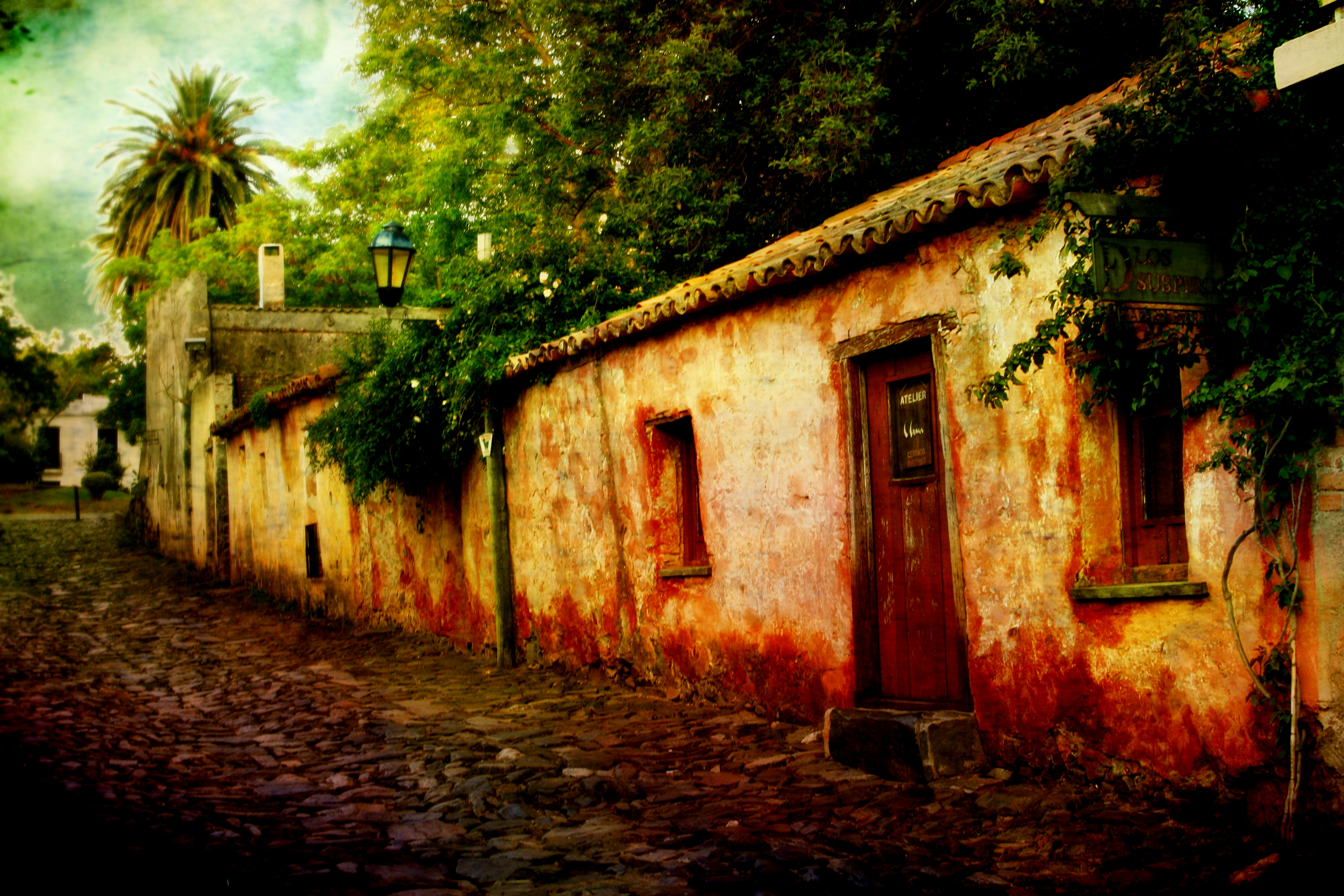
Carrer al centre històric de Colonia del Sacramento.

Després de la missió espanyola de Villa Soriano, la coneguda al principi com Nova Colônia do Santíssimo Sacramento va ser el primer assentament en el que avui és territori uruguaià, realitzat l'any 1680 per un grup de portuguesos comandats pel Mestre de Camp Manuel de Lobo. L'assentament es va ubicar davant Buenos Aires, al territori de la Governació del Riu de la Plata (pertanyent a Espanya) durant la governació de José de Garro. Ja el mateix any de la seva fundació va ser assaltada i ocupada pel governador de Buenos Aires, però es va tornar a Portugal el 1681, en espera de negociacions posteriors, que no van arribar a bon terme.
Pel tractat d'Utrecht (1713) la seva possessió va quedar a les mans de Portugal. Sota sobirania portuguesa la colònia es va convertir en un focus de contraban portuguès i britànic cap a les possessions espanyoles, de manera que Felip V de Castella va encarregar al governador de Buenos Aires, Bruno Mauricio de Zabala, la construcció i fortificació de Montevideo a fi de poder controlar el contraban.
La construcció de Montevideo va ocupar sis anys (1724-1730). En qualsevol cas José de Carvajal y Láncaster, ministre de Ferran VI, va intentar firmar un acord de límits amb Portugal (1750) de manera que Espanya es quedés amb la Colonia del Sacramento cedint a canvi a Portugal les reduccions jesuïtes anomenades "Els Set Pobles de les Missions" (en l'actual Rio Grande do Sul, al Brasil). L'entrada d'Espanya en la Guerra dels Set Anys (1762) interrompé les converses i Pedro de Cevallos ocupà de nou la colònia. No obstant això, la guerra acaba amb la firma del Tractat de París (1763), en el qual s'estipula el retorn de la disputada colònia a Portugal.
Finalment, el 1777, el mateix Cevallos, nomenat virrei del recentment creat Virregnat del Riu de la Plata, conquereix definitivament la colònia, conquesta que és ratificada mitjançant el Tractat de Sant Ildefons. El territori va quedar dividit entre la superintendència de Buenos Aires i la governació de Montevideo.

### Cronologia
El govern des de 1680 fins a l'actualitat (amb la bandera del període) és:
| Des de | Fins a       | Govern        | Raons de transferència                             |
| ------ | ------------ | ------------- | -------------------------------------------------- |
| 1680   | 1680         | Portugal      | conquerida per José de Garro                       |
| 1680   | 1681         | Espanya       | Tractat provisional de Lisboa                      |
| 1681   | 1705         | Portugal      | conquerida durant la Guerra de Successió Espanyola |
| 1705   | 1713         | Espanya       | Tractat d'Utrecht                                  |
| 1714   | 1762         | Portugal      | Primera expedició de Cevallos                      |
| 1762   | 1763         | Espanya       | Tractat de París (1763)                            |
| 1763   | 1777         | Portugal      | Segona expedició de Cevallos                       |
| 1777   | 1811         | Espanya       | Revolució liderada per José Gervasio Artigas       |
| 1811   | 1817         | Lliga Federal | Invasió portuguesa                                 |
| 1817   | 1822         | Portugal      | Independència del Brasil                           |
| 1822   | 1828         | Brasil        | Guerra Argentino-Brasilera                         |
| 1828   | l'actualitat | Uruguai       |                                                    |

## Població
Segons les dades del cens de 2004, Colonia del Sacramento tenia una població aproximada de 21.714 habitants.
| Any  | Població |
| ---- | -------- |
| 1963 | 13.337   |
| 1975 | 17.046   |
| 1985 | 19.102   |
| 1996 | 22.200   |
| 2004 | 21.714   |

Font:

## Monuments i llocs d'interès

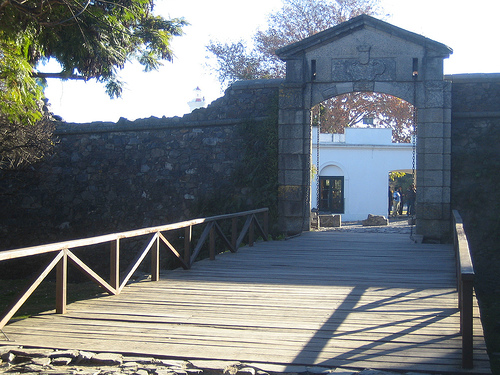
Fortalesa.

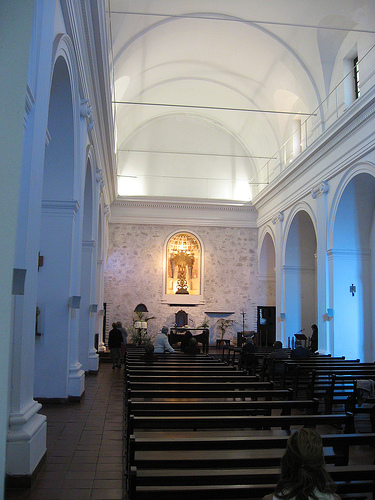
Església de Colonia.

### Centre històric
El centre històric de Colonia va ser declarat Patrimoni Mundial per la UNESCO el 1995. La singular preservació de l'entorn ha permès la utilització dels seus carrers com a exteriors de diverses pel·lícules d'època, com D'això no es parla (1993) de María Luisa Bemberg, amb Marcello Mastroianni com a protagonista.

### Real de San Carlos
El Real de San Carlos és la zona dels afores de Colonia des d'on les tropes espanyoles van posar setge a la plaça forta portuguesa el 1761. El seu nom és un homenatge al rei Carles III d'Espanya. Compta amb una petita capella dedicada a San Benito de Palerm, el primer sant negre de l'Església Catòlica. És avui en dia una zona residencial, amb moltes cases de cap de setmana, on es pot gaudir de platges tranquil·les sobre el Riu de la Plata de sorres finíssimes.
Al Real de San Carlos es va desenvolupar a començaments del segle xx, per iniciativa de l'empresari argentí Nicolás Mihanovich, un complex turístic, avui en lamentable abandonament, que comptava amb un hotel-casino (del qual només es va construir un "Annex"), una plaça de toros, un frontó de pilota basca (el major de Sud-amèrica) i una central elèctrica pròpia.

### Actualitat
El 14 d'agost de 2007 va ser localitzat, en les profunditats del Riu de la Plata, sobre la costa de Colonia, un antic canó portuguès que data de 1818. S'especula que va poder haver estat utilitzat per l'armada lusitana en temps en els quals l'Uruguai es trobava sota domini de Portugal, amb el nom de Província Cisplatina. La peça, que es conserva en bon estat, mesura aproximadament 70 centímetres i es considera d'important valor històric i cultural per a la regió. Per aquesta raó, serà posada en exposició al Museu Portuguès de Colonia.

## Transport
Colonia del Sacramento està comunicada per tres línies de transbordadors des de Buenos Aires, Argentina: "Buquebus", "Seacat Colonia" i "Colonia Express".
Hi ha dues carreteres principals que acaben a Colonia: la nacional 1 connecta Colonia amb Montevideo en direcció est; la ruta 21 connecta la ciutat amb el nord del país, incloent-hi el Parc Anchorena a 30 km, i Fray Bentos. També hi ha un petit aeroport que rep trànsit aeri regional. Existeix un projecte per incrementar els vols amb Buenos Aires (es va desenvolupar en el passat) i amb altres ciutats de l'Uruguai.

## Representació diplomàtica
La República Argentina té un consolat general a Colonia del Sacramento.